# アリストテレス全集
アリストテレス全集（アリストテレスぜんしゅう、羅: Corpus Aristotelicum, 英: Aristotelian Corpus）は、アリストテレス名義の著作を集成した全集叢書。アリストテレス著作集ともいう。

## 歴史

### アンドロニコスによる編纂
アリストテレスの著作群の中から講義・研究文献を抜き出して現在の形に編纂したのは、逍遙学派（ペリパトス派）の第11代学頭だった紀元前1世紀の学者ロドスのアンドロニコスである。
今日的な
- 論理学
- 自然学
- 形而上学（第一哲学）
- 倫理学
- 政治学
- 制作術（弁論術・詩学）

といった配置を定めたのも彼であり、アリストテレスの「第一哲学」が「meta-physics」（希: μετα-φυσικά, 羅: meta-physica, （自然後学→）形而上学）と呼ばれるようになったのも、彼がその関連著作群をまとめて、「physics」（希: φυσικά, 羅: physica, 自然学）の後ろに配置したことで、「自然学（physica）の後（meta）のもの」（希: (τα) μετά τα φυσικά）と呼ばれたことに由来する。

### ディオゲネス・ラエルティオスによる目録
上記の通り、アンドロニコスはアリストテレスの主要な講義・研究文献だけを抜き出して編纂し、それが今日伝えられている『アリストテレス全集』の原型となっているが、アリストテレスにはそれら以外にも、一般向けの対話篇など、膨大な数の著作があった。
ディオゲネス・ラエルティオスは『ギリシア哲学者列伝』の中で、アンドロニコスの編纂以前の古い資料に基づき、「書簡集」を除いても140以上の題名から成る膨大な著作目録を記録している。
そのほとんどは歴史的過程で散逸していたが、19世紀後半からの文献学的努力により、そのいくらかが今日「断片集」として復元されている。

ディオゲネスによる哲学分類
ちなみに、ディオゲネス・ラエルティオスは、そうした一連の著作の中で述べようとしているアリストテレスの見解として、哲学の領域は、
- 実践（プラクシス）的
  - 倫理学
  - 政治学（家政術含む）
- 理論（テオリア）的
  - 自然学
  - 論理学（他の学問の道具）

であり、その目的とそれに対応する技術・能力は、
- もっともらしさ（ピタノン） - 弁証術・弁論術
- 真理（アレーテス） - 分析論と哲学

であり、需要・効用とそれに対応する著書・手段は、
- 発見に役立つこと - 『トピカ』『方法論』
- 判断の助けになること - 『分析論前書』『分析論後書』
- 実際的な効用をもたらすこと - 『詭弁論駁論』

であり、真理の基準は
- 表象上の対象の場合 - 感覚
- 倫理的な事柄の場合 - 理性

であると分類・説明している。

モローの目録分類
また、フランスの文献学者ポール・モローは、このディオゲネスの著作目録を、新プラトン派の用語に則り、
- 普遍的問題を取り扱った著作（1-128）
  - 体系的著作（1-116）
    - 対話篇、公刊著作（1-24）
    - 論述形式著作、講義のための著作（25-116）
      - 論理学的著作（25-73）
      - 倫理学的著作（74-76）
      - 創作学的著作（77-89）
      - 理論学的著作（90-116）
        - 自然学的著作（90-110）
        - 数学的著作（111-116）

  - 備忘のための著作（117-128）
- 中間的著作（129-143）
- 特殊的個人的著作（144-145）

と分類している。

このように、ディオゲネスが参照した分類・枠組みは、紀元前1世紀にアンドロニコスによって編纂された分類・枠組みを経ていない、より原初的・未洗練なものであり、著作の順序も異なっていることが分かる。特に、
- 実践（プラクシス）・創作・制作（ポイエーシス）関連の著作が、理論・観照（テオリア）関連の著作より前に来ている
- 自然学と自然後学（＝形而上学）の分岐が生じていない

点が、大きく異なる。

### ベッカー版
中世までの写本に代わり、15世紀-16世紀に西欧で活版印刷が確立・普及すると、ルネサンスの時代背景を追い風に、アリストテレスの著作も含め、古代・中世の著作物が文献考証を伴いながら様々な印刷工房によって編纂・出版されるようになった。
そんな中で、近代における「アリストテレス全集」の標準的な底本の地位を獲得したのが、1831年に出版されたイマヌエル・ベッカー校訂の「アリストテレス全集」である。これは各ページが2分割（2段組）されたギリシア語原文の叢書である。以降、アリストテレスの著作を翻訳する際には、この「ベッカー版」のページ数・左右欄区別（左欄はa, 右欄はb）・行数を付記して対応関係を示すのが約束事になった。この数字は「ベッカー数」（Bekker numbers）、「ベッカー番号付け」（Bekker numbering）、「ベッカー頁付け」（Bekker pagination）等と呼ばれる。
論理学
- 【1a】『オルガノン』（古希: Ὄργανον）
  - 【1a】『範疇論』（古希: Κατηγορίαι、『カテゴリー論』とも）
  - 【16a】『命題論』（古希: Περὶ Ἑρμηνείας）
  - 【24a】『分析論前書』（古希: Ἀναλυτικῶν Πρότερων）
  - 【71a】『分析論後書』（古希: Ἀναλυτικῶν Ὑστερων）
  - 【100a】『トピカ』（古希: Τοπικῶν）
  - 【164a】『詭弁論駁論』（古希: Περὶ Σοφιστικῶν Ἐλέγχων）

自然学
- 【184a】『自然学』（古希: Φυσικῆς ἀκροάσεως）
- 【268a】『天体論』（古希: Περὶ οὐρανοῦ）
- 【314a】『生成消滅論』（古希: Περὶ γενέσεως καὶ φθορᾶς）
- 【338a】『気象論』（古希: Μετεωρολογικῶν）
- 【391a】※『宇宙論』（古希: Περὶ κόσμου）
- 【402a】『霊魂論』（古希: Περὶ Ψυχῆς）
- 【436a】『自然学小論集』（古希: Μικρὰ φυσικά）
  - 【436a】『感覚と感覚されるものについて』（希: Περὶ αἰσθήσεως καὶ αἰσθητῶν）
  - 【449b】『記憶と想起について』（希: Περί μνήμης και αναμνήσεως）
  - 【453b】『睡眠と覚醒について』（希: Περὶ ύπνου και εγρηγόρσεως）
  - 【458a】『夢について』（希: Περὶ ἐνυπνίων）
  - 【462b】『夢占いについて』（希: Περὶ τῆς καθ᾽ ὕπνον μαντικῆς）
  - 【464b】『長命と短命について』（希: Περὶ μακροβιότητος καὶ βραχυβιότητος）
  - 【467b】『青年と老年について、生と死について、呼吸について』（希: Περὶ νεότητος καὶ γήρως, καὶ ζωῆς καὶ θανάτου, καὶ ἀναπνοῆς）
- 【481a】※『気息について』（古希: Περὶ πνεύματος）
- 【486a】『動物誌』（古希: Περὶ Τὰ Ζῷα Ἱστορίαι）
- 【639a】『動物部分論』（古希: Περὶ ζώων μορίων）
- 【698a】『動物運動論』（古希: Περὶ ζώων κινήσεως）
- 【704a】『動物進行論』（古希: Περὶ πορειας ζωων）
- 【715a】『動物発生論』（古希: Περὶ ζωων γενεσεως）
---
  - 【791a】o※『色について』（希: Περὶ χρωμάτων）
  - 【800a】o※『聞こえるものについて』（希: Περὶ ακουστῶν）
  - 【805a】o※『人相学』（希: Φυσιογνωμονικά）
  - 【815a】o※『植物について』（希: Περὶ φυτῶν）
  - 【830a】o※『異聞集』（希: Περὶ θαυμασίων ἀκουσμάτων）
  - 【847a】o※『機械学』（希: Μηχανικά）
- 【859a】※『問題集』（古希: Προβλήματα）
  - 【968a】o※『不可分の線について』（希: Περὶ ἀτόμων γραμμῶν）
  - 【973a】o※『風の方位と名称について』（希: Ἀνέμων θέσεις καὶ προσηγορίαι）
  - 【974a】o※『メリッソス、クセノパネス、ゴルギアスについて』（希: Περὶ Μελίσσου, Ξενοφάνους καὶ Γοργίου）

形而上学
- 【980a】『形而上学』（古希: Μεταφυσικά）

倫理学
- 【1094a】『ニコマコス倫理学』（古希: Ἠθικὰ Νικομάχεια）
- 【1181a】『大道徳学』（古希: Ηθικά Μεγάλα、マグナ・モラリア）
- 【1214a】『エウデモス倫理学』（古希: Ηθικά Εὔδημια）
- 【1249a】※『徳と悪徳について』（古希: Περὶ αρετων και κακιων）

政治学など
- 【1252a】『政治学』（古希: Πολιτικά）
- 【1343a】※『経済学』（古希: Οἰκονομικά、『家政学（家政術・家政論）』『オイコノミカ』とも）

その他
- 【1354a】『弁論術』（古希: τέχνη ῥητορική）
- 【1420a】※『アレクサンドロスに贈る弁論術』（古希: Ρητορική προς Αλέξανδρον）
- 【1447a】『詩学』（古希: Περὶ ποιητικῆς）

※今日においては真作性に疑義が呈されているもの。

o『小品集』（羅: Opuscula）を構成する作品。

### 「断片集」の研究
歴史の過程で散逸したアリストテレスの著作に関する研究、各種の「断片」からその復元を試みる研究は、19世紀後半以降活発になった。
その嚆矢となったのが、ドイツの古典文献学者ヴァレンティン・ローゼ（Valentin Rose）である。彼の研究成果は、1863年に『Aristoteles Pseudepigraphus』（R1）として初めて出版された。1870年には彼の『Aristotelis qui ferebantur librorum fragmenta』（R2）が、ベッカー版「アリストテレス全集」第5巻に収録された。その改訂版（R3）は1886年に出版された。
下述するオクスフォード古典叢書（OCT）内の、1955年出版ウィリアム・デイヴィッド・ロス校訂の断片集『Fragmenta Selecta』は、上記「R2」「R3」と、1934年出版リヒャルト・ワルツァー校訂『Aristotelis Dialogorum Fragmenta』（W）の3つを参照している。
こうして今日の「アリストテレス全集」の多くには、「断片集」も付け加えられるようになり、研究の進展に伴い、その量も増えてきている。

### 『アテナイ人の国制』の発見
『アテナイ人の国制』は歴史の過程で散逸しており、「ベッカー版」には含まれていなかったが、1890年にエジプトで1世紀末-2世紀初頭のパピルス写本が見つかり、それを大英博物館が入手し、翌1891年初頭にFrederic G. Kenyonによる復元・校訂本が発行されたため、これ以降に出版・刊行された「アリストテレス全集」類には、「ベッカー数」（Bekker numbers）が無いこの本篇も含まれるようになる。

### オクスフォード古典叢書（OCT）
ベッカー版以後のものとしては、オクスフォード古典叢書（Oxford Classical Texts, OCT）の一環として、1920年以降に英国で出版されてきた校訂本もよく参照される。ラテン文字圏である都合上、題名はラテン語名が採用されているが、中身はギリシア語原文（とラテン語の序文・注釈）である。（※出版年は現在確認できる参考程度のものを付記する。）
- 『アテナイ人の国制』（Atheniensium Respublica） F. G. Kenyon, 1920
- 『ニコマコス倫理学』（Ethica Nicomachea） I. Bywater, 1920
- 『詩学』（De Arte Poetica Liber） Rudolph Kassel, 1922
- 『カテゴリー論、命題論』（Categoriae et Liber de Interpretatione） L. Minio-Paluello, 1936
- 『自然学』（Physica） David Ross, 1951
- 『断片集』（Fragmenta Selecta） David Ross, 1955
- 『霊魂論』（De Anima） David Ross, 1956
- 『政治学』（Politica）　David Ross, 1957
- 『形而上学』（Metaphysica）　Werner Jaeger, 1957
- 『トピカ、詭弁論駁論』（Topica et Sophistici Elenchi）　David Ross, 1958
- 『弁論術』（Ars Rhetorica）　David Ross, 1959
- 『分析論前書、分析論後書』（Analytica Priora et Posteriora） David Ross, L. Minio-Paluello, 1981
- 『エウデモス倫理学』（Ethica Eudemia） R. R. Walzer, J. M. Mingay, 1991

## 日本語訳

### 河出書房
1937年-1944年に３・８・９・12・16巻を、敗戦後改めて1947年-1956年に６・８・９・12・13・15・16巻を刊行したが、完結しなかった。

### 岩波書店（旧版）
1968年-1973年に刊行した「アリストテレス全集」（岩波書店、出隆、山本光雄監修）は、直接的にはオクスフォード古典叢書（OCT）等を底本とし、順序はベッカー版などと同じく伝統的な順序に則りつつ、最終17巻に『アテナイ人の国制』と『断片集』を付け加える構成となっている。
1. 『カテゴリー論』『命題論』『分析論前書』『分析論後書』
2. 『トピカ』『詭弁論駁論』
3. 『自然学』
4. 『天体論』『生成消滅論』
5. 『気象論』『宇宙論』
6. 『霊魂論』『自然学小論集』『気息について』
7. 『動物誌（上）』
8. 『動物誌（下）』『動物部分論』
9. 『動物運動論』『動物進行論』『動物発生論』
10. 『小品集』
 『小品集』は、ベッカー版では『動物発生論』より後ろに収録されている
（偽作と考えられる）自然学関連文献の内、『問題集』以外の論文9篇をまとめたもの。
11. 『問題集』
12. 『形而上学』
13. 『ニコマコス倫理学』
14. 『大道徳学』『エウデモス倫理学』『徳と悪徳について』
15. 『政治学』『経済学』
16. 『弁論術』『アレクサンドロスに贈る弁論術』
17. 『詩学』『アテナイ人の国制』『断片集』

### 岩波書店（新版）
2013年より刊行開始、『アリストテレス全集 新版』（内山勝利、神崎繁、中畑正志編集委員）は、上記・旧版を踏襲した構成となっているが、題名変更も多い。特に、従来の漢字語の簡潔な題名から、「～について」（希: Περὶ ~, 羅: De ~, 英: On ~）という原題に忠実な長めの題名への変更が目立つ。（以下、太字は題名変更、斜体は偽作）
1. 『カテゴリー論』『命題論』中畑正志, 早瀬篤訳, 近藤智彦, 高橋英海訳　2013.10
2. 『分析論前書』『分析論後書』今井知正, 河谷淳, 高橋久一郎訳　2014.11
3. 『トポス論』『ソフィスト的論駁について』山口義久, 納富信留訳　2014.7
4. 『自然学』内山勝利訳　2017.11
5. 『天界について』『生成と消滅について』山田道夫, 金山弥平訳　2013.12
6. 『気象論』『宇宙について』三浦要, 金澤修訳　2015.3
7. 『魂について』『自然学小論集』『気息について』中畑正志, 坂下浩司, 木原志乃訳　2014.2
8. 『動物誌（上）』金子善彦・濱岡剛・伊藤雅巳・金澤修訳　2015.11
9. 『動物誌（下）』金子善彦・濱岡剛・伊藤雅巳・金澤修訳　2015.12
10. 『動物の諸部分について』『動物の運動について』『動物の進行について』濱岡剛・永井龍男訳　2016.3
11. 『動物の発生について』今井正浩・濱岡剛訳　2020.3
12. 『小論考集』土橋茂樹, 瀬口昌久, 和泉ちえ, 村上正治訳　2015.10
 『小論考集』は、ベッカー版では『動物発生論』より後ろに収録されている
 （偽作と考えられる）自然学・関連文献の内、『問題集』以外の論文9篇をまとめたもの。
13. 『問題集』丸橋裕, 土屋睦廣, 坂下浩司訳　2014.6
14. 『形而上学』中畑正志訳 - ※未刊、翻訳途中（2023年時点）[9]
15. 『ニコマコス倫理学』神崎繁訳　2014.8
16. 『大道徳学』『エウデモス倫理学』『徳と悪徳について』新島龍美, 荻野弘之訳　2016.2
17. 『政治学』『家政論』神崎繁, 相澤康隆, 瀬口昌久訳　2018.3
18. 『弁論術』『アレクサンドロス宛の弁論術』『詩学』堀尾耕一, 野津悌, 朴一功訳　2017.3
19. 『アテナイ人の国制』『著作断片集1』橋場弦, 國方栄二訳　2014.12
20. 『著作断片集2』國方栄二訳　2018.11